# دار الموية (إب)

تعديل مصدري - تعديل

دار الموية هي إحدى قرى عزلة الموية بمديرية إب التابعة لمحافظة إب، بلغ تعداد سكانها 632 نسمة حسب تعداد اليمن لعام 2004.